# 犬山羽根村
犬山羽根村（いぬやまはねむら）は、愛知県丹羽郡にかつてあった村（町村制施行前の村）。
現在の扶桑町高雄羽根にあたる。

## 概要
現在の羽根地区は江戸時代は犬山羽根村と呼んだ。寛文年間では戸数7戸、人口44人、文政年間では戸数16戸、人口78人という小さな村であった。

## 地理
この村落は下野村及び下野原新田村と境界が複雑で、本郷は木津用水の西岸にあり、その東南の方に「荒田」という枝郷があった。
『天保村絵図』を見ると、北から南へと木津用水が流れる。これと交差して織田街道（犬山道）が小口村から下野村へと延び、犬山羽根村の西側を通って、橋爪境で岩倉方面からくる柳街道（岩倉街道）と合流して、犬山へと通じている。木津用水の橋の袂より織田街道と分かれた道が二筋ある。右の道は東へ延びて支村荒田方面へ、さらに橋爪村へと通じている。左の道は大野畠方面へ延びている。木津渠の西岸に本郷があり元屋敷があった。天道宮が祭られていたが、やがて村の中央へと移されている。北の居屋敷には白雲寺がある。
天保の頃、犬山羽根村、下野村、下野原新田村は隣り合っていた。1878年（明治11年）、3つの村が合併して高雄村となった。